# Granica (województwo zachodniopomorskie)
Granica – wieś w Polsce położona w województwie zachodniopomorskim, w powiecie stargardzkim, w gminie Ińsko, 8 km na północny wschód od Ińska (siedziby gminy) i 41 km na północny wschód od Stargardu (siedziby powiatu).
W latach 1975–1998 miejscowość administracyjnie należała do województwa szczecińskiego. 
Wieś sołecka w województwie zachodniopomorskim (powiat stargardzki, gmina Ińsko), na Pojezierzu Ińskim. Posiada 67 mieszkańców (2008).

## Historia
Wieś leżała na dawnej granicy Nowej Marchii z Pomorzem. Miejscowość stosunkowo młoda - wzmiankowana jako przysiółek Storkowa na mapie Schmettau z 1780 roku jako Carlsberg. Według Berhausa założona dopiero w 1831 roku w lesie Storkowa pod nazwą Kartsthal nadaną w 1836 roku kiedy to wzmiankuje się tam 17 domostw. Nazwa polska nawiązuje do pobliskiej osady pogranicznej Granz, której dla odróżnienia nadano nazwę Graniczka.

## Osoby związane z Granicą[6]
- Krzysztof Tomasz Witczak – filolog klasyczny, językoznawca, nauczyciel akademicki.